# Saturn Glacier
Saturn Glacier är en glaciär i Antarktis. Den ligger i Västantarktis. Argentina, Chile och Storbritannien gör anspråk på området. Saturn Glacier ligger 294 meter över havet.
Terrängen runt Saturn Glacier är varierad, och sluttar österut. Trakten är obefolkad. Det finns inga samhällen i närheten. 